# Ψ
Ψ, ψ（プサイ、プシ、サイ、古代ギリシア語: ψεῖ プセー、ギリシア語: ψι, ψί プスィ、英語: psi [ˈsaɪ] サイ）は、ギリシア文字の第23番目の文字。数価は700。音価は/ps/。
キリル文字のѰ（現在は使われていない）はこの文字を起源とする。

## 起源
この文字はフェニキア文字になく、ギリシアで新たに追加された文字のひとつである。
/ps/の音は早期のアルファベットではΠΣの2文字で表された。その後には地方ごとに異なる方式が採用された。
- クレタ島およびその周辺のテーラー、メーロスでは文字を追加せず、早期アルファベットと同様に「ΠΣ」の2文字で表記した。
- 西方ギリシア文字（エウボイア、ギリシア本土の大部分、西部植民地）では「ΦΣ」の2文字で表した。「Ψ」は/kʰ/を表記するために使われた。
- 東方ギリシア文字（アテネ、アルゴス、コリントス、イオニア）のうち
  - アッティカやキクラデス諸島では「ΦΣ」の2字で表した（キルヒホフ（英語版）の分類による「薄い青」）
  - ペロポネソス半島北東部やアナトリア半島のイオニア諸都市では「Ψ」で表した（キルヒホフの「濃い青」）

（なお、東方ギリシア文字では/kʰ/の音はΧで表した）。
地方ごとに差が生じた理由は明らかでないが、松本によると最初はΧとΨはどちらも/kʰ/を表すための字で、後続母音によって使い分けられたものらしく、後にどちらかに統一され、使わなくなった方の字を複合子音の表記に割り当てたものらしいという。
後に東方ギリシア文字の一種であるイオニア式アルファベットによって統一され、「Ψ」と書かれるようになった。
西方ギリシア文字から発展したラテン文字には「Ψ」にあたる文字は存在しない。クラウディウス帝の時代に/ps/を表す文字が考案されたことがあったが（クラウディウス文字）、短期間しか使われなかった。
この文字の字形の起源は議論が分かれる。古代の文字名称はプセー(ψεῖ)であり、これはπ（ペー）、φ（ペー）、χ（ケー）のパターンに従ったものである。紀元前4世紀の末に ει は /iː/ と発音されるようになり、その影響で文字名称も ψῖ とされることが普通になった。近代西洋諸言語の名はそれにもとづく。

## 記号としての用法
- ［しばしばpsiと表記］心理学 (psychology), 超能力 (psychic ability/power) をあらわす包括的な単語／記号。
- 量子力学では φ とともに波動関数を表す。大文字は系全体の波動関数を表し、小文字は一粒子の波動関数を表す場合が多い。
- 数学ではフィボナッチ数列の逆数和を表す。

## 符号位置
| 大文字 | Unicode | JIS X 0213 | 文字参照             | 小文字 | Unicode | JIS X 0213 | 文字参照             | 備考 |
| ------ | ------- | ---------- | -------------------- | ------ | ------- | ---------- | -------------------- | ---- |
| Ψ      | U+03A8  | 1-6-23     | &Psi; &#x3A8; &#936; | ψ      | U+03C8  | 1-6-55     | &psi; &#x3C8; &#968; |      |